# Asarina
Asarina és un gènere monotípic de plantes amb flors de la família de les plantaginàcies, encara que tradicionalment havia estat classificada dins de les escrofulariàcies. Conté una única espècie:  Asarina procumbens.